# ジョー・ワイルダー
ジョー・ワイルダー（Joe Wilder、1922年2月22日 - 2014年5月9日）は、アメリカのジャズ・トランペッター、バンドリーダー、作曲家。
ワイルダーは2006年にテンプル大学ジャズ・マスターズの殿堂賞を受賞した。国立芸術基金は、2008年のNEAジャズ・マスターズというジャズ最高栄誉賞によって彼を称えた。

## 略歴
ワイルダーは、フィラデルフィアのベーシスト兼バンドリーダーである父親のカーティスが率いる音楽一家に生まれた。ワイルダーの最初のパフォーマンスは、ラジオ番組『Parisian Tailor's Colored Kiddies of the Air』で行われた。彼を含む若いミュージシャンたちは、リンカーン・シアターで演奏していたデューク・エリントンやルイ・アームストロングのような輝かしいバンドにバックアップされた。ワイルダーはフィラデルフィアのマストバウム音楽学校で学んだが、アフリカ系アメリカ人のクラシック・ミュージシャンにはほとんど未来がないと感じ、ジャズに転向した。19歳で、ワイルダーは彼にとって最初のツアー・ビッグバンドであるレス・ハイトのバンドに加わった。
ワイルダーは、第二次世界大戦中、海兵隊に奉仕した最初の千人のアフリカ系アメリカ人のうちの一人であった。彼は最初に特別な武器で働き、最終的に本部のバンドでアシスタント・バンドマスターになった。戦後の1940年代から1950年代初頭には、ジミー・ランスフォード、ハービー・フィールズ、サム・ドナヒュー、ラッキー・ミリンダー、ノーブル・シスル、ディジー・ガレスピー、そして最終的にカウント・ベイシーのオーケストラで演奏した。1957年から1974年まで、ワイルダーはニューヨークのABC-TV、およびブロードウェイ・ミュージカルのピット・オーケストラといったスタジオでの仕事をこなし、サヴォイ（1956年）とコロムビア（1959年）からのアルバムによってソリストとしての評判を築いた。アルバム『Jazz from Peter Gunn』（1959年）は、カルテットによって、メロディックでスウィングするように着飾ったヘンリー・マンシーニ（『ピーター・ガン』）のテレビ・スコアからの10曲をフィーチャーしている。また、NEAジャズ・マスターズとなっているハンク・ジョーンズ、ギル・エヴァンス、ベニー・グッドマンなどのミュージシャンたちのレギュラー・サイドマンも務めてきた。ボーカリストたちのお気に入りにもなり、ビリー・ホリデイ、レナ・ホーン、ジョニー・マティス、ハリー・ベラフォンテ、アイリーン・ファーレル、トニー・ベネットなど、多くの歌手たちと演奏した。ジョセフ・アレッシと一緒にマンハッタン音楽学校でクラシック・トランペットを勉強したワイルダーは、1953年に音楽学士号を取得。そこでは、イオネル・ペルレアの指揮で学内の交響楽団におけるプリンシパル・トランぺッターも務めた。1960年代、彼はアンドレ・コステラネッツとピエール・ブーレーズの下でニューヨーク・フィルハーモニックと何度か演奏し、1965年から1971年まで新世界の交響曲のリードを演奏した。
彼は『コスビー・ショー』のエピソード「Play It Again, Russell」（1986年）に出演し、スパイク・リーの映画『マルコムX』（1992年）のマルコムX・オーケストラでトランペットを演奏した。1991年以来、再びリーダーとなって、レーベル「Evening Star」のために3枚のアルバムを録音している。2014年5月9日、ニューヨークでうっ血性心不全により亡くなった。

## ディスコグラフィ

### リーダー・アルバム
- 『ワイルダーン・ワイルダー』 - Wilder 'n' Wilder (1956年、Savoy)
- The Pretty Sound (1959年、Columbia)
- Jazz from Peter Gunn (1959年、Columbia)
- Hangin' Out (1984年、Concord)
- Alone with Just My Dreams (1991年、Evening Star)
- No Greater Love (1993年、Evening Star)
- Among Friends (2003年、Evening Star)